# La Brea (Nacaome)
La Brea es un caserío de la aldea Agua Caliente en el municipio de Nacaome, departamento de Valle, en Honduras.
Se encuentra a 7 metros sobre el nivel del mar en la ribera del estero de La Brea que forma parte de la bahía Chismuyo en el golfo de Fonseca. Se ubica a 15 kilómetros de la cabecera municipal en la ciudad de Nacaome.

## Naturaleza
El área natural alrededor del caserío está compuesta en su mayoría de manglares; se pueden encontrar aves migratorias y endémicas, peces, moluscos y crustáceos así como reptiles.

## Historia
En un octubre de 1854, el viajero estadounidense William V. Wells llegó a La Brea desde Amapala en camino a Olancho pasando por Nacaome. Según Wells había una casa de aduana que describió como una choza espaciosa hecha de adobe que quedaba cerca de la ribera. Era un poblado silencioso compuesto de una docena de "cabañas" sobre un acre de terreno. La tierra alrededor estaba fértil e intersecado por quebradas que desembocaban en la bahía.
Antes del siglo XX, la ciudad de Nacaome obtenía gran parte de su mercadería desde Amapala por medio del puerto de La Brea por ser este el más cercano, de ahí la calle principal al interior llegaba hasta Nacaome; los otros puertos de entrada eran los de San Lorenzo y El Aceituno. El puerto de La Brea solo se podía acceder en marea alta, por lo que ya para inicios del siglo XX, la entrada más común a Nacaome se cambió por San Lorenzo. En consecuencia de este cambio, la ciudad de Nacaome terminó perdionda gran parte de su importancia comercial.

## Geografía humana

### Demografía
Para inicios del 2019, caserío de La Brea tenía una población de 409 personas incluyendo 199 hombres que componen el 48.65% de la población y 210 mujeres componiendo un 51.34% de la población.

### Urbanismo
La cantidad de viviendas ocupadas en el caserío en 2019 era de 150. De estas 25 se encontraban sin repello, 20 tenían problemas estructurales. 5 no tenían cielo falso y 38 tenían techos en mal estado. La cantidad de casas que fueron determinadas de no tener problemas eran 66, conformando un 44% de las viviendas.

### Comunicaciones
El acceso al caserío por vía terrestre es por la carretera panamericana, saliendo por el desvío de la comunidad de Las Llaves, comenzando por una calle de tierra y luego tomando el desvío a la derecha anterior a la comunidad de Agua Fría hasta llegar a La Brea. El acceso por vía marítima puede hacerse desde los puertos de San Lorenzo, Coyolito, Amapala y Puerto Grande.

### Economía
La Brea es una comunidad pesquera y sus manglares contienen variedad de pescados, cangrejos, camarones y una clase de almeja conocidas como curiles.  El cambio climático ha afectado la comunidad; Por causa de sequías, la producción camaronera disminuye y los empleados en esa producción se ven afectados. Por causa de la crisis económica, varios miembros de la comunidad se ven forzados a emigrar, la mayoría de ellos a los Estados Unidos. Un sector importante de la economía de las comunidades en la bahía es la producción de sal. La sal se produce de forma natural, llamado método solar; colocan el agua salada al sol por varias semanas hasta evaporar todo el líquido, una vez recogida la sal, es almacenada para luego ser procesada. Una salinera notable de La Brea es la Salinera La Esperanza.
A mediados de los 2010s, se impulsó una nueva ruta turística que iniciaba en La Brea. Se creó un centro turístico que proporciona los servicios de lancha y alimento.
En 2019, el porcentaje de familias que producían alimentos era 16%, siendo estos alimentos producidos para autoconsumo.

### Salud
Según datos de 2019, la población del caserío es afectada por la Chikunguña habiendo infectado un 35.45% de la población, el virus del Zika había afectado a solo unas cuatro personas; la hipertensión arterial afectaba a doce personas, y la diabetes a cinco. Datos del mismo año ponían la tasa de desnutrición en 0%. Los mismos datos informaron que todas las familias se alimentaban tres veces al día.

## Servicios públicos

### Abastecimiento
Para 2019, 76 casas (un 50.67% de viviendas) contaban con energía eléctrica domiciliar; 30 casas (22.67%) tenían servicios de agua por acueducto.

### Educación
Dentro del caserío esta la escuela de educación básica El Esfuerzo cuyo código bajo el Sistema de Administración de Centros Educativos es 170100067B10; En 2019, el parque Solar Fotovoltaico Nacaome II junto a la comunidad inició el proyecto de reconstrucción de los módulos sanitarios de la escuela. La comunidad de La Brea también ha sido servida por el Centro de Educación Básica Dionisio de Herrera en la aldea de Nagarejo; esta escuela queda a aproximadamente media hora de camino a pie.
A principios de 2019, solo un 38.7% de los niños en la comunidad estaban estudiando; las cifras de analfabetismo para el mismo tiempo daban un porcentaje de 7.55% de la población siendo analfabetas.

### Higiene
La cantidad de viviendas con aseos de calles es 14 (9.33% de viviendas).